# Alleanza Progressista dei Socialisti e dei Democratici
Il Gruppo dell'Alleanza Progressista dei Socialisti e dei Democratici al Parlamento Europeo (S&D), detto anche più semplicemente Alleanza Progressista dei Socialisti e dei Democratici, è un gruppo politico del Parlamento europeo che riunisce partiti nazionali socialdemocratici di centro-sinistra erede del Gruppo del Partito del Socialismo Europeo.
Rappresenta il secondo gruppo parlamentare più grande in Eurocamera dopo il gruppo del Partito Popolare Europeo (di centro-destra).
Nel preambolo della dichiarazione di composizione del gruppo S&D è indicato che lo stesso riunisce le forze progressiste che lavorano per una Europa di solidarietà, di giustizia sociale, di uguaglianza, di sviluppo sociale, di diritti umani e di pace. A partire dall'inizio della IX legislatura a presiedere il gruppo S&D è la spagnola Iratxe García Pérez (PSOE).
Il gruppo ha aderito all'Internazionale Socialista come organizzazione associata.

## Storia
Il gruppo S&D si è costituito il 23 giugno 2009 con l'obiettivo di riunire i partiti membri del Partito del Socialismo Europeo (PSE) e altri soggetti non affiliati a nessun partito europeo ma comunque di ispirazione progressista, quali il cipriota Partito Democratico, il lettone Partito dell'Armonia Nazionale e anche l'italiano Partito Democratico, confluito poi nel PSE nel 2014.
Il nome del gruppo inizialmente avrebbe dovuto essere Alleanza dei Socialisti e dei Democratici per l'Europa (ASDE - Alliance of Socialists and Democrats for Europe), ipotesi poi abbandonata in quanto ritenuto troppo simile a quello dell'ALDE (Alliance of Liberals and Democrats for Europe). Già prima delle elezioni europee del 2009 si era parlato della possibile nascita di questo gruppo, che vedeva, però, l'opposizione dei membri del Partito Democratico vicini a Francesco Rutelli e di alcuni socialisti europei.
Il calo subito da molti partiti socialisti europei alle elezioni del 2009 (come il PS francese, sceso al 16%) e la necessità di contenere il peso del PPE (rafforzato nonostante la defezione dei Conservatori britannici e dell'ODS ceco nel nuovo Gruppo dei Conservatori e dei Riformisti Europei), hanno spinto il capogruppo del PSE, il tedesco Martin Schulz, ad aprire alla proposta del segretario del PD Dario Franceschini della nascita dell'Alleanza Progressista, nella quale i deputati del PD avrebbero mantenuto una propria autonomia politico-finanziaria. Dal momento che alcuni esponenti del PD rifiutavano l'etichetta di "socialisti" si preferì la menzione esplicita di "Socialisti e Democratici". La nascita dell'Alleanza Progressista dei Socialisti e dei Democratici al Parlamento Europeo come nuovo gruppo, annunciata ufficialmente il 12 giugno, è stata quindi approvata all'unanimità dai socialisti europei il 18 giugno 2009.
Martin Schulz, già presidente del Gruppo Socialista nel Parlamento Europeo dal 2004 al 2009, è stato successivamente rieletto presidente il 23 giugno del 2009 e lo è rimasto fino al gennaio del 2012, quando si è dimesso a causa della sua elezione a Presidente del Parlamento europeo, ed è stato succeduto nell'incarico da Hannes Swoboda del Partito Socialdemocratico d'Austria.
Il 17 giugno 2014 Martin Schulz si è autosospeso dalla Presidenza del Parlamento Europeo tornando a guidare momentaneamente il gruppo S&D per condurre le trattative a nome dello stesso gruppo nell'accordo per la formazione della nuova Commissione Europea. Grazie all'accordo tra PPE, PSE e ALDE, Schulz venne rieletto Presidente dell'Europarlamento mentre il PD, in forza dei suoi 31 eurodeputati che ne facevano la prima forza del gruppo S&D, espresse con Gianni Pittella il nuovo capogruppo. Il 4 marzo 2018 il gruppo elesse il tedesco Udo Bullmann come nuovo presidente.

## Ideologia e posizioni

### Diritti sociali e civili
Sostiene fortemente il “diritto alla disconnessione” per legge, in modo che una persona «debba lavorare solo durante le ore del suo contratto e quando è pagato», affinché non ci sia più pressione sui dipendenti per essere sempre disponibili, lavoro non retribuito, stress e burnout.
Si batte per una strategia per raggiungere l’uguaglianza di genere, propone infatti il superamento del divario di genere in termini retributivi e pensionistici, la difesa della salute sessuale e riproduttiva della donna e dei suoi diritti, l’equilibrio di genere nelle posizioni apicali e nei processi decisionali, l’entrata in vigore della direttiva sull’equilibrio tra vita privata e professionale, la lotta alla tratta di esseri umani e allo sfruttamento sessuale/lavorativo, e l’eradicazione della violenza contro la donna e la violenza di genere.

### Fiscalità
Sostiene fortemente un piano per combattere evasione ed elusione fiscale per recuperare centinaia di miliardi di euro. Propone un'aliquota fiscale minima globale del 21% per limitare la concorrenza fiscale tra i paesi e per generare entrate che possano finanziare i servizi pubblici per tutti.

## Composizione
| Stato       | Partito nazionale                                       | Partito europeo | X legislatura (2024-) | IX legislatura (2019-2024) | VIII legislatura (2014-2019) | VII legislatura (2009-2014) | VI legislatura (2004-2009) |
| ----------- | ------------------------------------------------------- | --------------- | --------------------- | -------------------------- | ---------------------------- | --------------------------- | -------------------------- |
| Austria     | Partito Socialdemocratico                               | PSE             | 5 / 20                | 5                          | 5                            | 4                           | 7                          |
| Belgio      | Partito Socialista                                      | PSE             | 2 / 22                | 1                          | 3                            | 3                           | 4                          |
| Belgio      | Vooruit                                                 | PSE             | 2 / 22                | 1                          | 1                            | 2                           | 3                          |
| Bulgaria    | Partito Socialista                                      | PSE             | 2 / 17                | 5                          | 4                            | 4                           | 5                          |
| Croazia     | Partito Socialdemocratico                               | PSE             | 4 / 12                | 4                          | 4                            | 5                           |                            |
| Cipro       | Movimento dei Socialdemocratici                         | PSE             |                       | 1                          | 1                            | 1                           |                            |
| Cipro       | Partito Democratico                                     | Nessuno         | 1 / 6                 | 1                          | 1                            | 1                           | 1                          |
| Rep. Ceca   | Partito Social Democratico Ceco                         | PSE             |                       |                            | 4                            | 7                           | 2                          |
| Rep. Ceca   | indipendenti                                            | Nessuno         |                       | 1                          |                              |                             |                            |
| Danimarca   | Socialdemocratici                                       | PSE             | 3 / 15                | 3                          | 3                            | 4                           | 5                          |
| Estonia     | Partito Socialdemocratico                               | PSE             | 2 / 7                 | 2                          | 1                            | 1                           | 3                          |
| Finlandia   | Partito Socialdemocratico                               | PSE             | 2 / 15                | 2                          | 2                            | 2                           | 3                          |
| Francia     | Partito Socialista                                      | PSE             | 10 / 81               | 3                          | 12                           | 14                          |                            |
| Francia     | Place publique                                          | Nessuno         | 3 / 81                | 2                          | 1                            |                             |                            |
| Francia     | Nouvelle donne                                          | Nessuno         |                       | 1                          |                              |                             |                            |
| Francia     | indipententi                                            | Nessuno         |                       | 1                          |                              |                             |                            |
| Germania    | Partito Socialdemocratico                               | PSE             | 14 / 96               | 16                         | 27                           | 23                          | 24                         |
| Grecia      | Movimento Socialista Panellenico                        | PSE             | 3 / 21                | 1                          | 2                            | 6                           | 8                          |
| Grecia      | Sinistra Democratica                                    | Nessuno         | 3 / 21                |                            |                              | 1                           |                            |
| Grecia      | To Potami                                               | Nessuno         | 3 / 21                |                            | 2                            |                             |                            |
| Irlanda     | Partito Laburista                                       | PSE             | 1 / 14                |                            |                              | 3                           | 1                          |
| Italia      | Partito Democratico                                     | PSE             | 21 / 76               | 15                         | 31                           | 21                          |                            |
| Italia      | indipendente                                            | Nessuno         |                       | 1                          |                              |                             | 2                          |
| Italia      |                                                         | Nessuno         | 3                     |                            |                              |                             |                            |
| Italia      | Possibile                                               | Nessuno         |                       |                            | 1                            |                             |                            |
| Italia      | Sinistra Italiana                                       | SE              |                       |                            |                              | 1                           |                            |
| Italia      | Democratici di Sinistra                                 | PSE             |                       |                            |                              |                             | 12                         |
| Italia      | Partito Socialista Italiano                             | PSE             |                       |                            |                              |                             | 2                          |
| Lettonia    | Partito Socialdemocratico "Armonia"                     | PSE             | 1 / 9                 | 1                          | 1                            | 1                           |                            |
| Lettonia    | Gods kalpot Rīgai!                                      | Nessuno         |                       | 1                          |                              |                             |                            |
| Lituania    | Partito Socialdemocratico                               | PSE             | 2 / 11                | 2                          | 2                            | 3                           | 2                          |
| Lussemburgo | Partito Socialista Operaio                              | PSE             | 1 / 6                 | 1                          | 1                            | 1                           | 1                          |
| Malta       | Partito Laburista                                       | PSE             | 3 / 6                 | 4                          | 3                            | 4                           | 3                          |
| Paesi Bassi | Partito Laburista                                       | PSE             | 4 / 31                | 6                          | 3                            | 3                           | 7                          |
| Polonia     | Nuova Sinistra                                          | PSE             | 3 / 53                | 5                          | 5                            | 7                           | 5                          |
| Polonia     | Alleanza della Sinistra Democratica - Unione del Lavoro | PSE             |                       | 1                          | 5                            | 7                           | 5                          |
| Polonia     | Indipendenti                                            | Nessuno         |                       | 1                          |                              |                             |                            |
| Polonia     | Socialdemocrazia                                        | Nessuno         |                       |                            |                              |                             | 3                          |
| Portogallo  | Partito Socialista                                      | PSE             | 8 / 21                | 9                          | 8                            | 7                           | 12                         |
| Romania     | Partito Socialdemocratico                               | PSE             | 11 / 33               | 7                          | 14                           | 11                          | 10                         |
| Romania     | PRO Romania                                             | PDE             |                       | 1                          |                              |                             |                            |
| Romania     | Partito Umanista Social Liberale                        | Nessuno         |                       | 1                          |                              |                             |                            |
| Slovacchia  | indipendente                                            | Nessuno         |                       | 1                          |                              |                             |                            |
| Slovenia    | Socialdemocratici                                       | PSE             | 1 / 9                 | 2                          | 1                            | 2                           | 1                          |
| Spagna      | Partito Socialista Operaio Spagnolo                     | PSE             | 20 / 61               | 21                         | 14                           | 21                          | 24                         |
| Svezia      | Partito Socialdemocratico                               | PSE             | 5 / 21                | 5                          | 5                            | 5                           | 5                          |
| Svezia      | Iniziativa Femminista                                   | Nessuno         |                       |                            | 1                            |                             |                            |
| Ungheria    | Partito Socialista                                      | PSE             |                       | 1                          | 2                            | 4                           | 9                          |
| Ungheria    | Coalizione Democratica                                  | PSE             | 2 / 21                | 4                          | 2                            |                             |                            |
| Totale      | Totale                                                  | Totale          | 136 / 720             |                            |                              |                             |                            |

### Ex membri
| Stato       | Partito Nazionale            | Partito Europeo | IX legislatura (2019-) | VIII legislatura (2014-2019) | VII legislatura (2009-2014) | VI legislatura (2004-2009) |
| ----------- | ---------------------------- | --------------- | ---------------------- | ---------------------------- | --------------------------- | -------------------------- |
| Regno Unito | Partito Laburista            | PSE             | 10 / 73                | 20                           | 13                          | 19                         |
| Slovacchia  | Direzione - Socialdemocrazia | PSE (sospeso)   | 2 / 14                 | 4                            | 5                           | 3                          |

## Organizzazione

### Presidenti

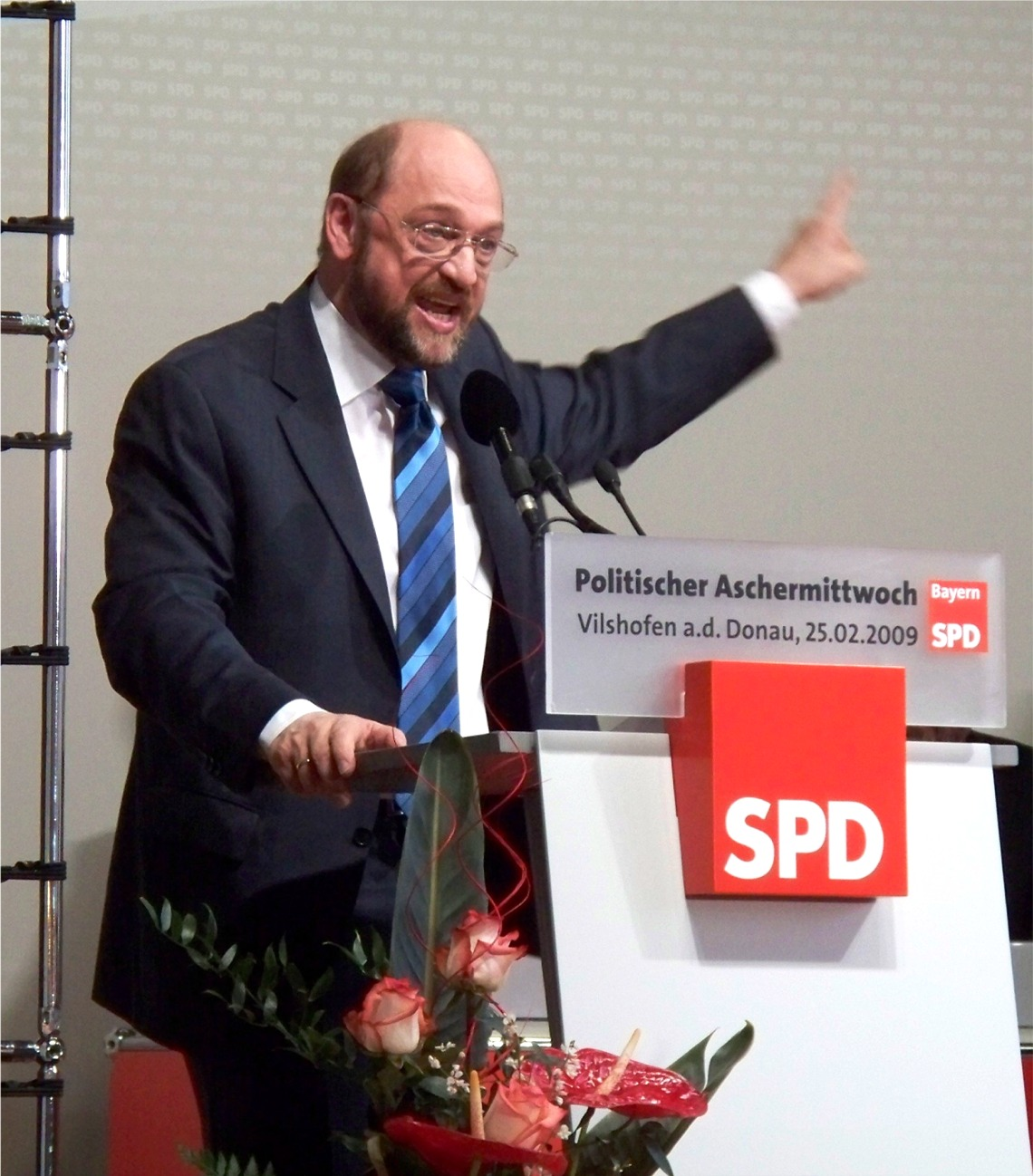
Martin Schulz, primo capogruppo dell'S&D.

I presidenti del gruppo S&D sono stati:
| Presidente      | Presidente | Inizio mandato    | Fine mandato    | Paese (Circoscrizione)              | Partito | Partito                               |
| --------------- | ---------- | ----------------- | --------------- | ----------------------------------- | ------- | ------------------------------------- |
| Martin Schulz   |            | Gruppo Socialista | 17 gennaio 2012 | Germania                            |         | Partito Socialdemocratico di Germania |
| Hannes Swoboda  |            | 17 gennaio 2012   | 18 giugno 2014  | Austria                             |         | Partito Socialdemocratico d'Austria   |
| Martin Schulz   |            | 18 giugno 2014    | 1º luglio 2014  | Germania                            |         | Partito Socialdemocratico di Germania |
| Gianni Pittella |            | 1º luglio 2014    | 4 marzo 2018    | Italia (Circoscrizione Meridionale) |         | Partito Democratico                   |
| Udo Bullmann    |            | 4 marzo 2018      | 18 giugno 2019  | Germania                            |         | Partito Socialdemocratico di Germania |
| Iratxe García   |            | 18 giugno 2019    | in carica       | Spagna                              |         | Partito Socialista Operaio Spagnolo   |

### VII legislatura (2009-2014)

#### Vicepresidenti
Precedenti vicepresidenti del gruppo nominati all'inizio della legislatura nel 2009.
- María Badía i Cutchet (Spagna) [Fino al 18/01/2012]
- Enrique Guerrero Salom (Spagna) [Dal 19/01/2012]
- Monika Beňová (Slovacchia) [Fino al 18/01/2012]
- Véronique De Keyser (Belgio)
- Stephen Hughes (Regno Unito)
- Stéphane Le Foll (Francia) [Fino al 18/01/2012]
- Adrian Severin (Romania) [Fino al 22/03/2011]
- Rovana Plumb (Romania) [Dal 26/05/2011 al 06/05/2012]
- Corina Crețu (Romania) [Dal 07/06/2012]
- Gianluca Susta (Italia) [Fino al 05/10/2010]
- Patrizia Toia (Italia) [Dal 06/10/2010]
- Hannes Swoboda (Austria) [Fino al 16/01/2012]
- Marita Ulvskog (Svezia) [Fino al 15/10/2012]
- Göran Färm (Svezia) [Dal 16/10/2012]

### VIII legislatura (2014-2019)

#### Vicepresidenti
Precedenti vicepresidenti del gruppo nominati all'inizio della legislatura nel 2014.
- Victor Boștinaru (Romania)
- Tanja Fajon (Slovenia)
- Isabelle Thomas (Francia)
- Enrique Guerrero Salom (Spagna) [Fino al 14/12/2016]
- Marju Lauristin (Estonia)
- Jörg Leichtfried (Austria)
- Knut Fleckenstein (Germania)
- Maria João Rodrigues (Portogallo)
- Kathleen Van Brempt (Belgio)
- Mercedes Bresso (Italia) [Dal 17/04/2018]

#### Tesoriere
- Péter Niedermüller (Ungheria)

### XI legislatura (2019-2024)

#### Vicepresidenti
Dopo le elezioni europee del 2019, i membri S&D hanno eletto il loro nuovo ufficio politico composto dal presidente Iratxe García Pérez, nove vicepresidenti e il tesoriere. Come conseguenza della Brexit, il membro S&D britannico Claude Moraes ha dovuto dimettersi dalla carica di vicepresidente. Marek Belka è stato nominato nuovo vicepresidente.
- Pedro Marques (Portogallo) [Dal 16/12/2021]
- Roberto Gualtieri (Italia) [Fino al 05/09/2019]
- Simona Bonafè (Italia) [Dal 11/09/2019 al 12/10/2022]
- Elisabetta Gualmini (Italia) [Dal 18/10/2022]
- Biljana Borzan (Croazia)
- Alex Agius Saliba (Malta)
- Bernd Lange (Germania) [Fino al 14/12/2021]
- Gabriele Bischoff (Germania) [Dal 16/12/2021]
- Helene Fritzon (Svezia)
- Mohammed Chahim (Paesi Bassi)
- Rovana Plumb (Romania)
- Claude Moraes (Regno Unito) [Fino al 31/01/2020]
- Marek Belka (Polonia) [Dal 16/12/2021]
- Éric Andrieu (Francia) [Fino al 01/06/2023]

#### Tesoriere
- Eero Heinäluoma (Finlandia)

### Segretari generali
Gli attuali/precedenti segretari generali del gruppo sono i seguenti:
- Manfred Michel (Germania Ovest) 1970–1985
- Paolo Falcone (Italia) 1986–1989
- Julian Priestley (Regno Unito) 1989–1994
- Joan Prat (Spagna) 1994–1999 (Vicesegretario generale Richard Corbett UK)
- Christine Verger (Francia) 1999–2004
- David Harley (Regno Unito) 2004–2006
- Anna Colombo (Italia) 2006–2014
- Javier Moreno Sanchez (Spagna) 2014–2019
- Michael Hoppe (Germania) 2019–2021
- Anton Beumer (Paesi Bassi) 2022–

## Socialisti e Democratici al Parlamento europeo

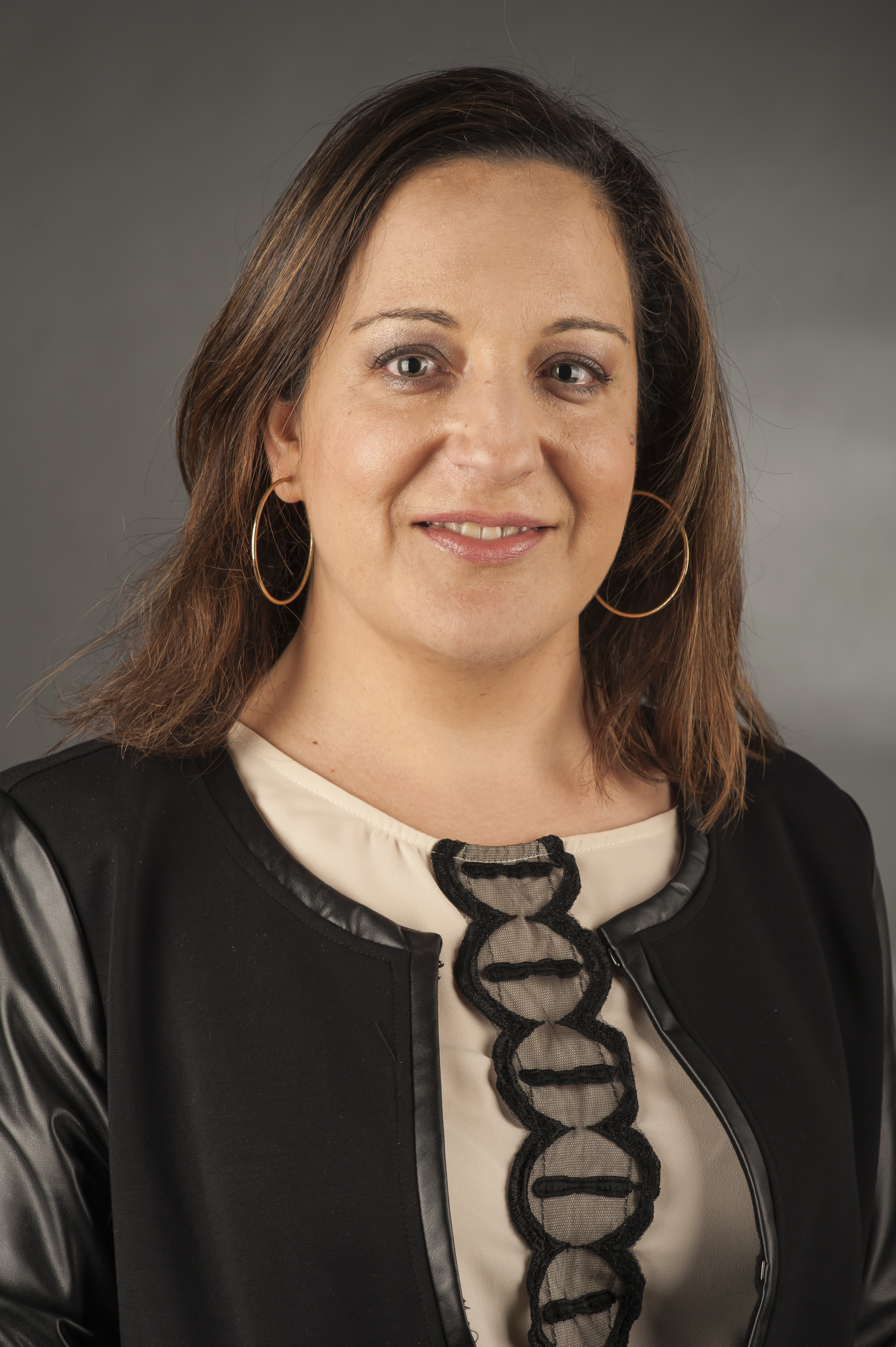
Iratxe García Pérez (Presidente del Gruppo S&D al Parlamento europeo)
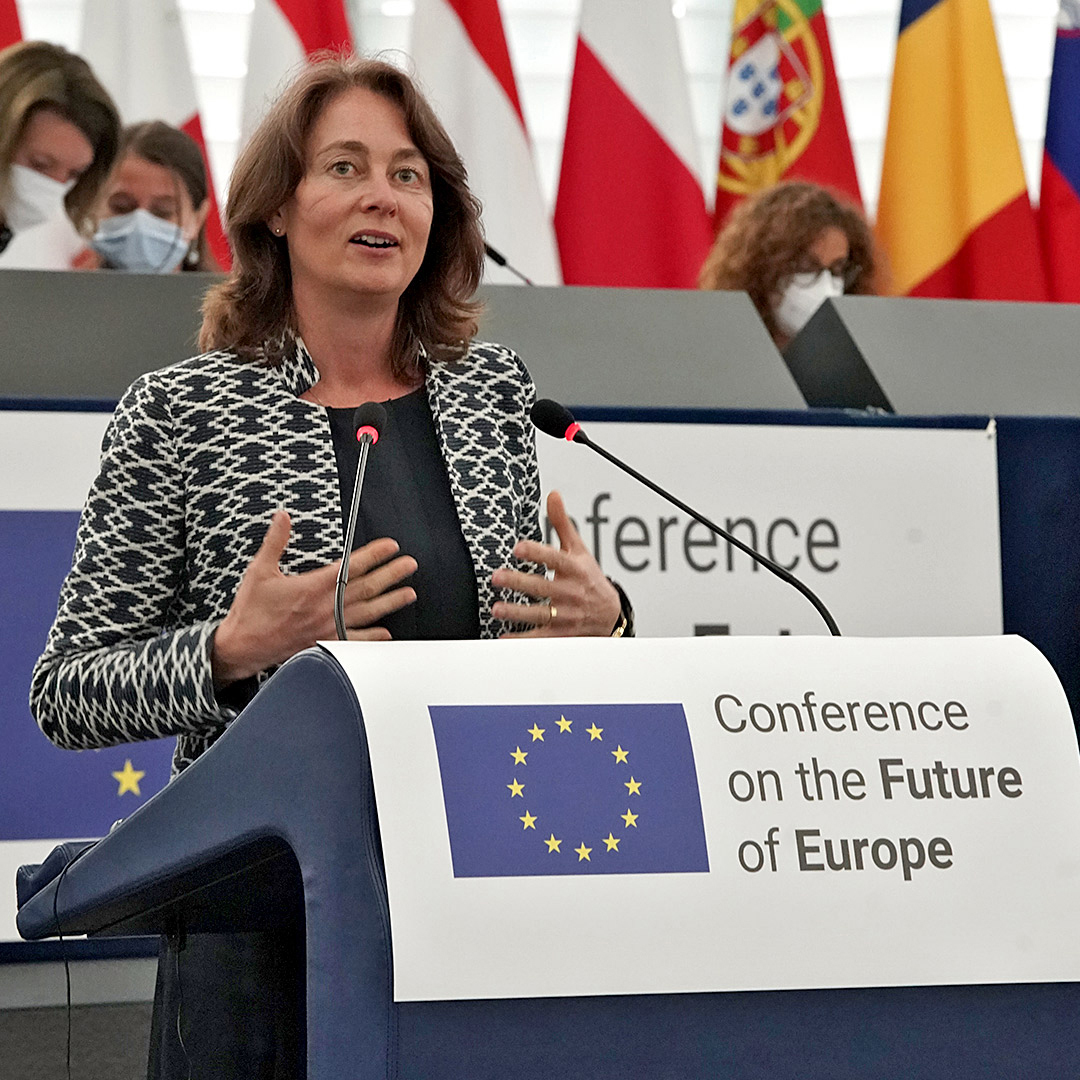
Katarina Barley (Vicepresidente del Parlamento europeo)
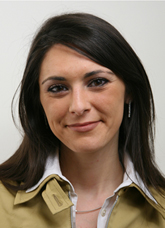
Pina Picierno (Vicepresidente del Parlamento europeo)
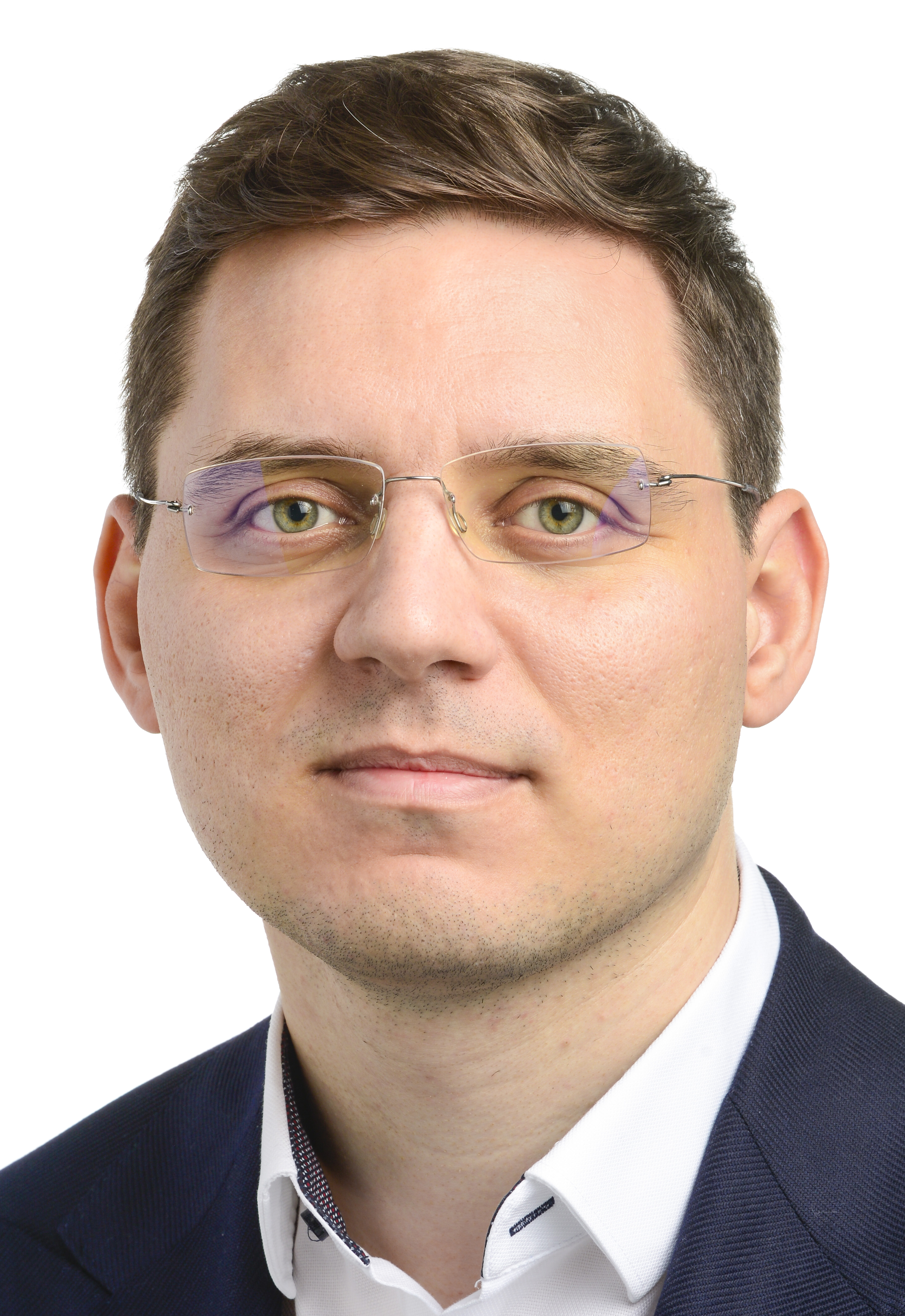
Victor Negrescu (Vicepresidente del Parlamento europeo)
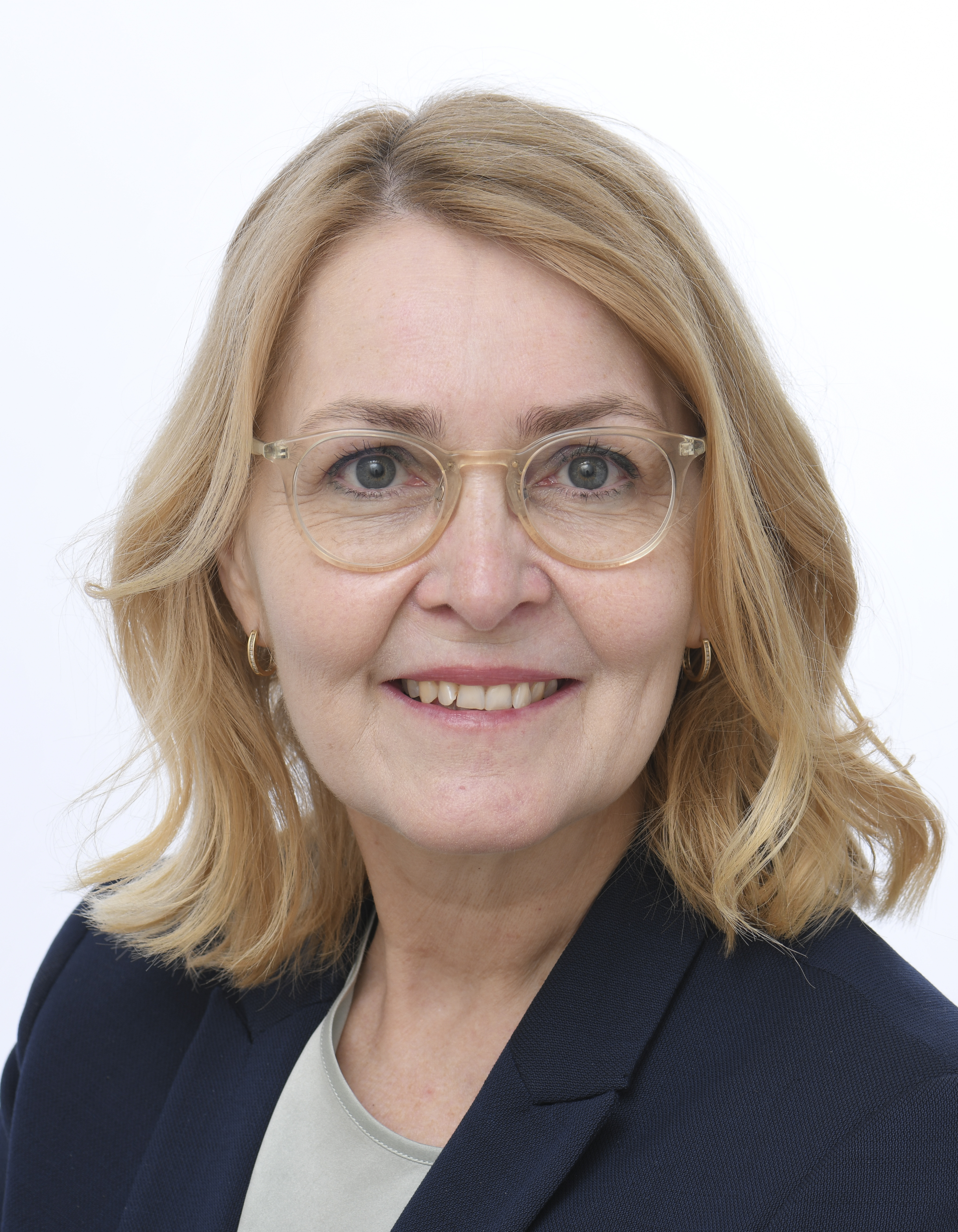
Christel Schaldemose (Vicepresidente del Parlamento europeo)
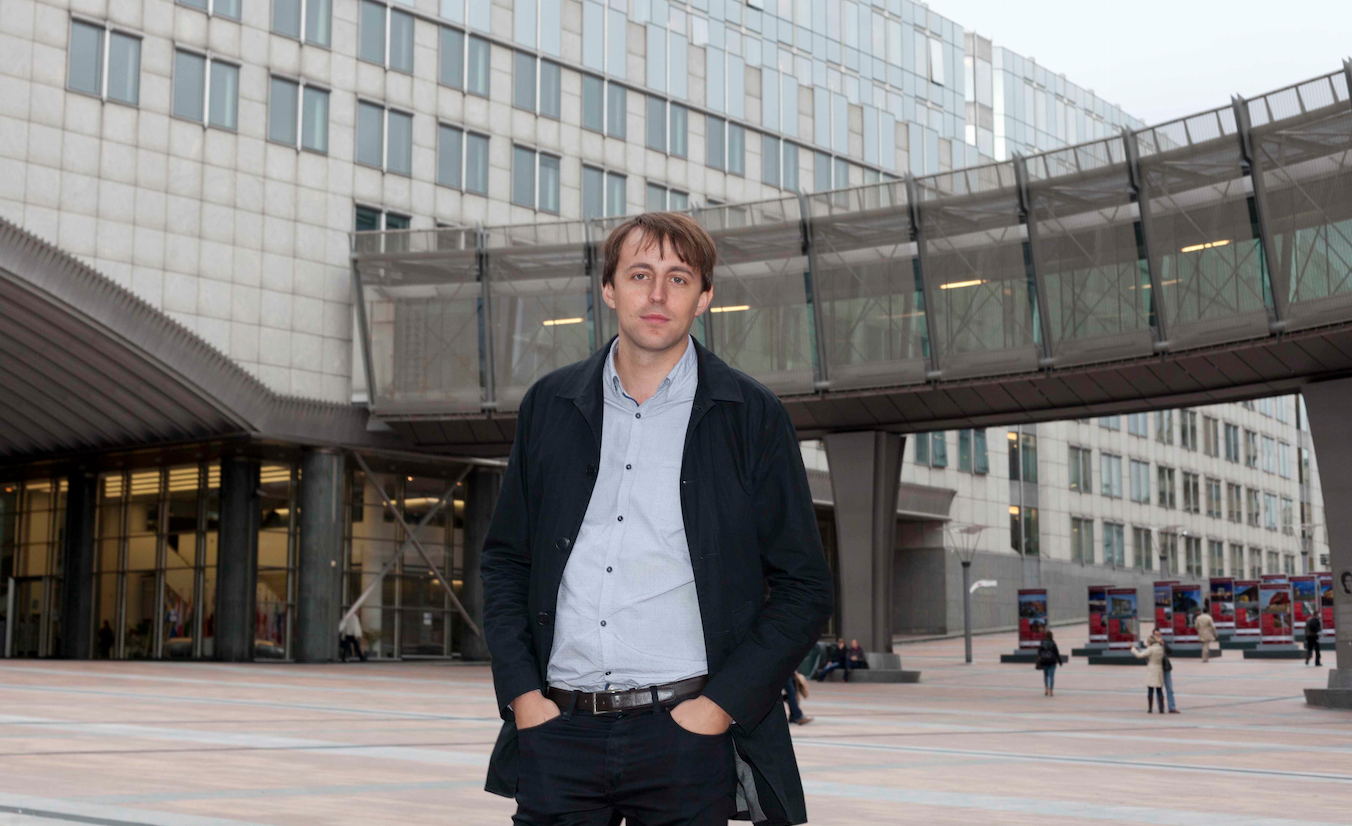
Javi López (Vicepresidente del Parlamento europeo)